# 피스트 (비디오 게임)
《피스트》(Fist,フィスト)는 1996년 이메이지너가 제작한 대전 액션 게임이다. 이전작인 프리티 파이터의 캐릭터들을 파견하였다. 3D 게임으로 플레이스테이션과 세가 새턴을 이식한 게임이다. 남자 캐릭터를 포함하며 총 8명이 출전한다.

## 캐릭터
- 아오키 마린 (青木 真琳) 성우: 히카미 쿄코

여고생. 제목에 걸맞게 세일러복을 입고있다.
- 모모야마 아이 (桃山 愛) 성우: 오오타니 이쿠에

여중생. 주특기는 체조.
- 마리아 크리스텔 (Maria Christel, マリア・クリステル) 성우: 이노우에 키쿠코

프리티 파이터X의 보스였던 수녀.
- 토키카제 (刻風) 성우: 다나카 아츠코

쿠노이치.
- 버니 메이 (Bunny Mei, バニー・メイ) 성우: 코우다 마리코

버니걸. 일러스트와 게임 중의 머리모양이 다르다.
- 도츠키 마스미(土月 真澄) 성우: 오카무라 아케미

인형탈을 쓰는 소녀.
- 아츠 (Arts, アーツ) 성우: 이시다 아키라

2명의 남자캐릭터 중 하나인 격투가. 일러스트와는 달리 게임 중에는 모자를 쓰지 않았다.
- 앤디 (Andy, アンディ) 성우: 호시노 미츠아키

2명의 남자캐릭터 중 하나인 격투가. 최종보스이기도 하다.